# بحيرة القمة (مقاطعة شاستا)
بحيرة القمة (بالإنجليزية: Summit Lake)‏ هي بحيرة تقع في الحديقة الوطنية لاسين البركانية من مقاطعة شاستا، كاليفورنيا، شرق ولاية كاليفورنيا الطريق 89 في الارتفاع 6700 قدم (2000 م). واثنين من المخيمات، واسمها بحيرة القمة الشمالية وبحيرة القمة الجنوبية، تقع متاخمة للبحيرة.

## وصلات خارجية
- U.S. Geological Survey Geographic Names Information System: Summit Lake (Reading Peak)